# Кийова
Кийо́ва (рос. Киёва) — село у складі Ялуторовського району Тюменської області, Росія.
Населення — 1549 осіб (2010, 1604 у 2002).
Національний склад станом на 2002 рік:
- росіяни — 84 %